# سون جین
سون جین (انگلیسی: Sun Jin؛ زادهٔ ۱۳ مارس ۱۹۸۰) بازیکن تنیس روی میز اهل چین است.